# Johan van Banchem
Johan van Banchem ('s-Gravenhage, 1615 - 's-Gravenhage, begraven 4 oktober 1694) was een van degenen die verantwoordelijk wordt gehouden voor de moord op de gebroeders Johan en Cornelis de Witt op 20 augustus 1672. Hij werd voor zijn medewerking beloond met de functie van baljuw van 's-Gravenhage. Na enkele jaren dat beroep uitgeoefend te hebben, werd hij gearresteerd en veroordeeld voor het misbruiken van zijn ambt. Hij werd ter dood veroordeeld op 26 november 1680, maar ging in hoger beroep. Hij stierf in zijn cel voordat zijn hoger beroepszaak was afgehandeld.

## Biografie
Van Banchem (ook geschreven als Bancken) werd geboren in 's-Gravenhage, als zoon van Jan Gerritsz. van Banchem, een deurwaarder van de Hoge Raad van Holland en Zeeland (een naamgenoot was de vierde president van deze rechtbank, maar deze was vermoedelijk niet zijn grootvader). Hij trouwde in 1649 met Anna Deijm en had uit dit huwelijk meerdere kinderen. Hij bekleedde de functie van rechter van het Hof van Holland voordat hij in 1655 lid werd van de Haagse vroedschap. Van 1661-1663 was hij een van de (drie) burgemeesters van deze plaats. In 1672 werd hij op voordracht van de Haagse schutterij door stadhouder Willem III benoemd tot schepen van 's-Gravenhage. Hij stond bekend als een vurige Orangist en een fel tegenstander van raadpensionaris Johan de Witt.

### Moord op de gebroeders De Witt
Toen Cornelis de Witt gevangen gehouden werd in de Gevangenpoort van 's-Gravenhage, liet hij de plaatselijke schutters een eed zweren dat ze een ontsnapping van Cornelis en zijn broer Johan, die Cornelis kwam komen opzoeken, met alle middelen zou moeten worden verijdeld. Hij was een van degenen die het voortouw namen om de gevangenis te bestormen, waarop de broers gedood en gruwelijk verminkt werden. Naderhand werd hij beloond met de voorname post van schout van de stad.

### Carrière als baljuw
Van Banchem was zowel Officier van Justitie als hoofd van de politie en detectives. Hij kreeg geen vast salaris. Zijn inkomsten bestonden uit het innen van een deel van de geldboetes. Ook stond het hem vrij met verdachten te onderhandelen over het betalen van een geldboete, in ruil voor een celstraf. Hij misbruikte echter zijn positie.
Hij werd in 1676 gearresteerd op verscheidene aanklachten van afpersing en het op oneigenlijke gronden gevangenhouden van meerdere mensen in een privégevangenis bij hem thuis. Van Banchem en een zoon maakten afspraken met prostituees om de klanten in de val te lokken. Tegen fikse geldbedragen konden de hoerenlopers zich bij Van Banchem vrijkopen en een celstraf ontlopen. Ook chanteerde Van Banchem de klanten door te dreigen hun bordeelbezoek te openbaren als ze hem geen geld gaven. Tevens vergreep Van Banchem zich aan minstens één prostituee. Om hem tot een bekentenis te dwingen, werd hij gemarteld. In totaal werd hij veroordeeld voor drieëntwintig soorten overtredingen en misdrijven.
Nadat hij ter dood veroordeeld was, ging hij in hoger beroep tegen het vonnis. Nog voordat daarin definitief uitspraak was gedaan, wist hij te ontsnappen uit de gevangenis. Hij vluchtte naar Amsterdam, waar hij vergeefs bescherming probeerde te krijgen bij burgemeester Coenraad van Beuningen. Deze leed aan paranoia en verdacht Van Banchem ervan hem te willen vermoorden. Van Beuningen leverde hem daarop uit aan de plaatselijke schout en Van Banchem werd teruggebracht naar 's-Gravenhage, waar hij werd vastgehouden in dezelfde cel waar Cornelis de Witt vastgezeten had. Van Banchem zou er zijn laatste adem uitblazen.